# Индукциона пећ
Индукциона пећ је уређај за загревање или топљење металних материјала као што су разне врсте гвожђа и челика, бакар, платина и сл. Енергија се у индукционој пећи на метал преноси помоћу калема или индуктора који у загреваном комаду индукује вртложне струје. Загревани материјал мора да буде добар проводник електричне струје. Предност индукционих пећи је то да се топлота генерише директно у комаду који се загрева и да није потребно њено преношење кроз ваздух или неко други проводник топлоте које је увек праћено губицима.

## Примена индукциних пећи
У индустрији, индукционе пећи се примењују у следећим процесима:
- жарење
- топљење
- каљење (индукционо каљење)
- заваривање
- лемљење

У ливницама се индукционе пећи користе за топљење гвожђа, челика и других нежелезних метала. 

## Погледати
- Куполна пећ
- Електролучна пећ